# Csien Haj-tao
Csien haj-tao (kínaiul: 钱海涛, pinjin: Qián Hǎi-tāo), (1996. augusztus 12. –) kínai kötöttfogású birkózó. A 2019-es birkózó-világbajnokságon bronzérmet nyert 82 kg-os súlycsoportban, kötöttfogásban. A 2019-es Ázsia-bajnokságon bronzérmet szerzett 82 kg-ban.

## Sportpályafutása
A 2019-es birkózó-világbajnokságon a 82 kg-osok súlycsoportjában megrendezett bronzmérkőzés során az üzbég Nurbek Haszimbekov volt ellenfele, akit 4-4-re, technikai pontozással, legyőzött.